# Sand-Thymian
Der Sand-Thymian (Thymus serpyllum), genannt auch Feldthymian, Quendel, Feldkümmel und Rainkümmel, ist eine Pflanzenart aus der Gattung Thymiane (Thymus) innerhalb Familie der Lippenblütler (Lamiaceae). Es sind zwei Unterarten bekannt.

## Beschreibung

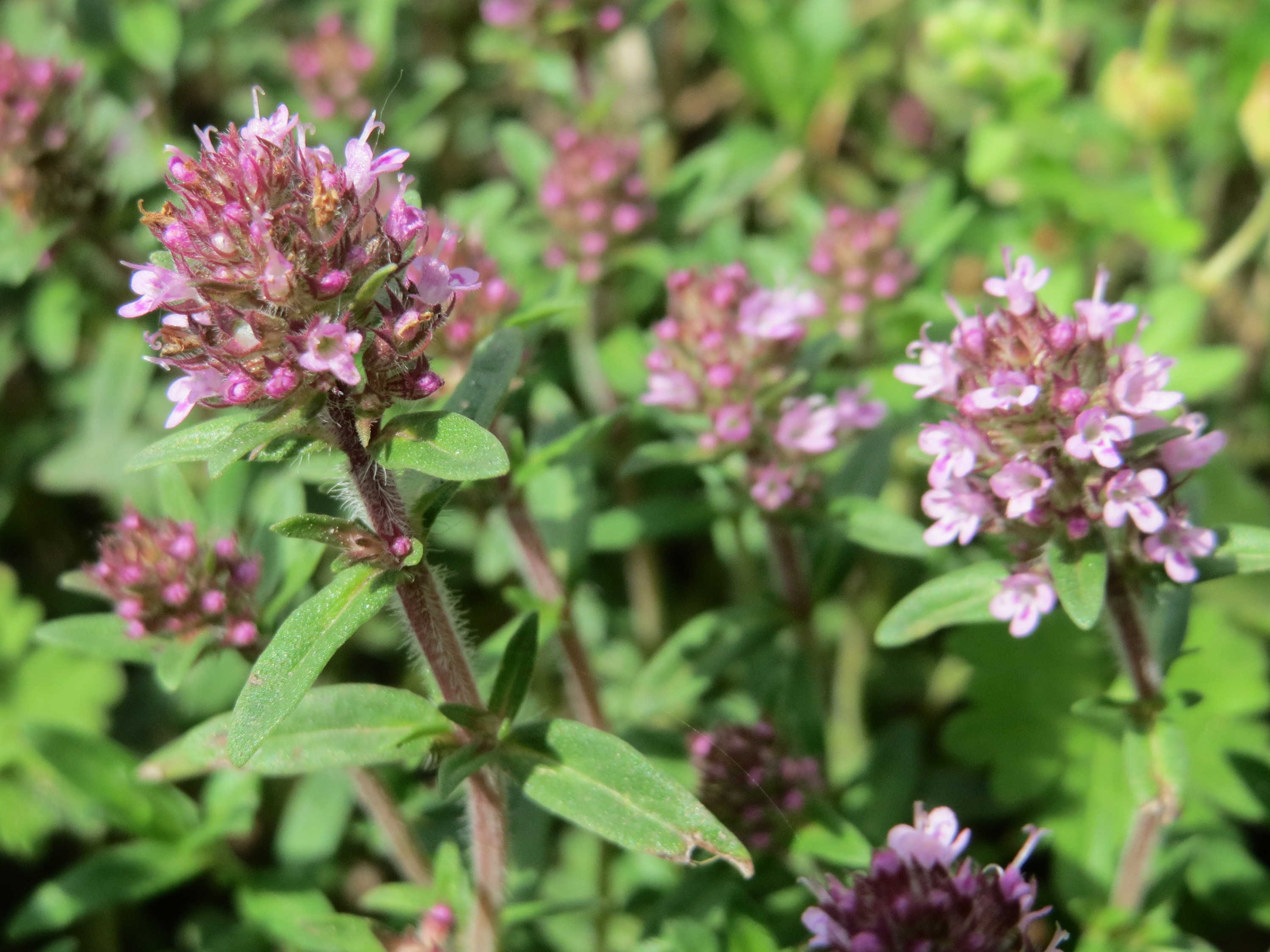
Sand-Thymian (Thymus serpyllum)

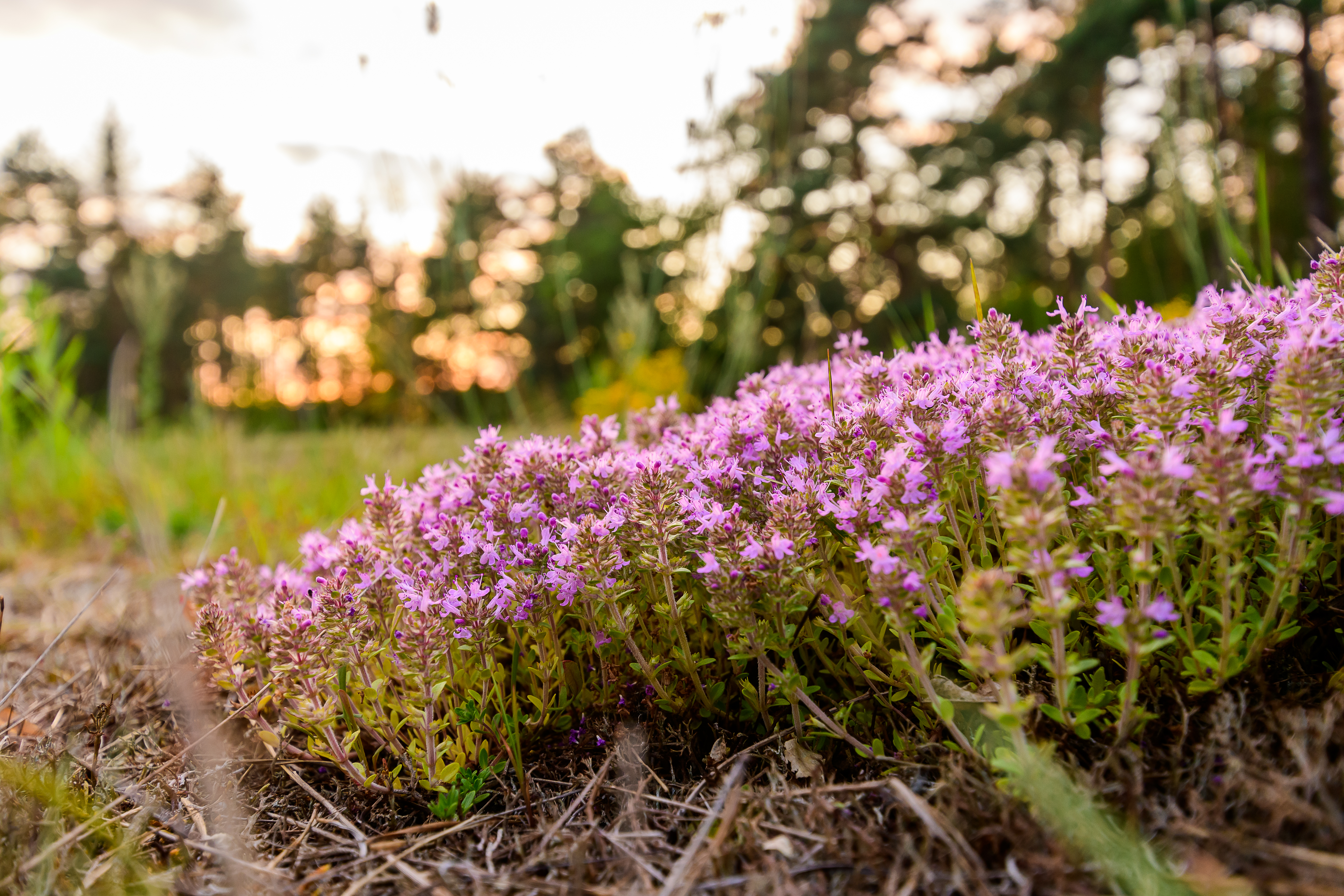
Sand-Thymian bei Mannheim

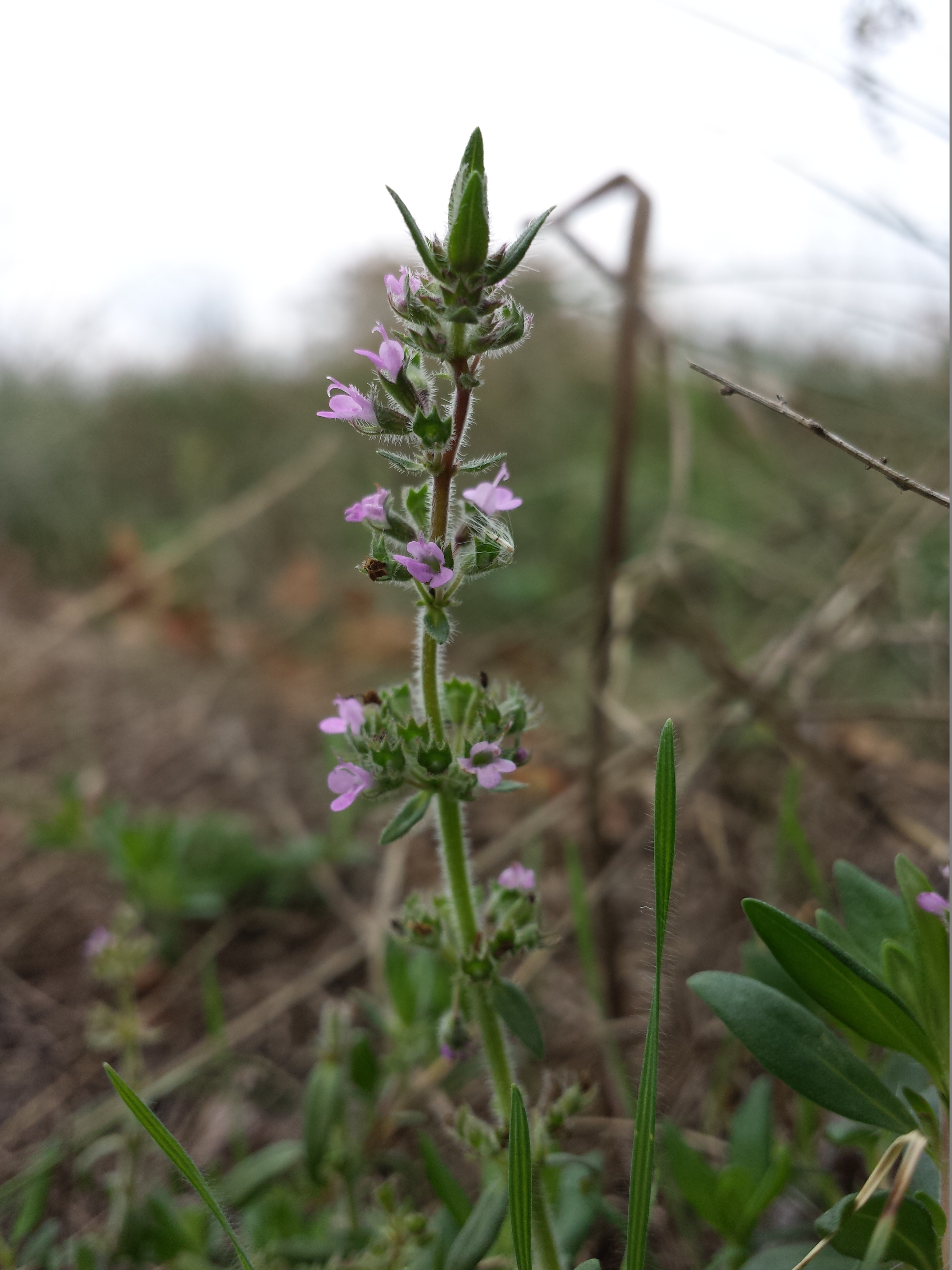
Sand-Thymian (Thymus serpyllum) in Niederösterreich

### Vegetative Merkmale
Der Sand-Thymian ist ein immergrüner, bodenbedeckender Halbstrauch, der Wuchshöhen von 2 bis 10 Zentimeter erreicht. Die liegenden Stängel sind langkriechend, jahrelang weiterwachsend und schließen meist mit einem Blattbüschel, seltener mit einem Blütenstand ab. Die Zweige sind immer ringsum behaart. Die Laubblätter sind linealisch bis schmal elliptisch oder verkehrt-eiförmig, 3 bis 10 Millimeter lang und 1 bis 3 Millimeter breit und kurz gestielt oder sitzend. An den Blütentrieben sind sie in Größe und Form kaum unterschiedlich. Das oberste Paar der Seitennerven verliert sich meist, es vereinigt sich nicht zu einem Randnerv. Die Blattspreite ist im unteren Drittel, wie der Blattstiel lang bewimpert. Die Spreite ist nur selten behaart. Ihre Seitennerven treten an der Unterseite stumpf hervor.

### Generative Merkmale
Die Blütezeit reicht von Juli bis September. Der Blütenstand ist kopfig.
Die zwittrigen Blüten sind zygomorph und fünfzählig mit doppelter Blütenhülle. Der Kelch ist etwa 3,5 bis 4,5 Millimeter lang, unten behaart und oben kahl und an den Zähnen bewimpert.  Die oberen Kelchzähne sind breit dreieckig und ungefähr so lang wie am Grund breit.
Die Chromosomenzahl beträgt 2n = 24; ausgehend von der Chromosomengrundzahl x = 12 liegt Diploidie vor.

## Ökologie
Beim Sand-Thymian handelt es sich um einen Chamaephyten.

## Vorkommen
Der Sand-Thymian kommt in kühlen bis gemäßigten Gebieten vor. Ein großer Teil des Areals liegt im subozeanischen Bereich. Mit der Zunahme der Ozeanität tritt eine Konzentrierung auf kontinentale Gebiete auf. Er ist in Mittel-, Ost- und Nordeuropa verbreitet. Der Verbreitungsschwerpunkt liegt in Mittel- und Osteuropa. Die Nordgrenze verläuft in Russland bei 65° nördlicher Breite, östlich reichen wenige Vorposten bis zum Ural. Die Südgrenze des Hauptareals verläuft bei 50° nördlicher Breite und reicht im Westen bis in die Niederlande und nach Dänemark. Außerhalb des geschlossenen Areals gibt es wenige Vorkommen in Südostengland, in Frankreich, in Süddeutschland, im Gebiet des ehemaligen Jugoslawien und in Ungarn.
In Mitteleuropa ist er im Tiefland selten, westlich der Elbe kommt er vereinzelt vor, fehlt dort aber auch gebietsweise; in den Sandgebieten zwischen Main- und Neckarmündung, am mittleren Main, im Regnitzbecken und zwischen Hallertau und Donau sowie im Wiener Becken tritt er selten auf, aber er bildet dort meist kleine, individuenreiche Bestände, in der Schweiz fehlt er.
Der Sand-Thymian gedeiht auf Sandtrockenrasen, in trockenen Kiefernwäldern und auf Silikatfelsfluren. Er besiedelt in Mitteleuropa lückige, sandige Rasen und lichte, sandige Kiefernwälder, er gedeiht aber auch auf Dünen. Der Sand-Thymian ist kalkmeidend. Er gedeiht darum am besten auf kalkarmen, lockeren, sandigen Böden, die arm an Feinerde (kleiner als 2–3 mm) sein kann, aber etwas Humus enthalten sollte. Er ist in Mitteleuropa eine Charakterart der Ordnung der Sandgesellschaften (Corynephoretalia canescentis), kommt aber auch in Gesellschaften des Cytiso-Pinion (Kiefernwälder) vor.

## Systematik
Der Sand-Thymian (Thymus serpyllum L.) hat folgende Synonyme: Thymus campestris Salisb., Serpyllum vulgare Fourr., Origanum serpyllum (L.) Kuntze und Thymus serpyllum var. canescens C.A.Mey.
Man kann folgende Unterarten unterscheiden:
- Thymus serpyllum subsp. serpyllum: Sie kommt von Europa bis Sibirien vor.[8]
- Thymus serpyllum subsp. tanaensis (Hyl.) Jalas: Sie kommt in Norwegen, Finnland und im nördlichen Russland vor.[8]

## Nutzung
Der Sand-Thymian wird zerstreut bis selten als Zierpflanze in Steingärten, Einfassungen und Naturgärten, in Sandgebieten auch in Heidegärten genutzt. Es gibt einige Sorten.
Die oberirdischen Teile werden getrocknet als Pflanzenheilmittel verwendet (Quendelkraut, Serpylli herba, abgeleitet von serpyllum, auch serpillus, dem alten Namen der Pflanze). Sie beinhalten die Wirkstoffe Terpene, Carvacrol und Thymol. Ein Aufguss aus Sand-Thymian wird bei grippalen Infekten eingesetzt. Aus dem blühenden Kraut wird auch das ätherische Quendelöl (Oleum Serphyllii) gewonnen.
Sand-Thymian ist eine verhältnismäßig gute Bienenweide. Auf einer mit ihm bestandenen Fläche von 1 Hektar kann sich pro Blühsaison ein Honigertrag von bis zu 149 kg ergeben.